# Silidiscodon thomasi
Silidiscodon thomasi es una especie de coleóptero de la familia Cantharidae.

## Distribución geográfica
Habita en Haití.